# Litografie
Litografie (z řeckého lithos – kámen, grafein – psát) nebo kamenotisk je nejstarší planografická technika (technika tisku z plochy), kterou objevil roku 1796 Alois Senefelder. Je založena na chemických vlastnostech jemnozrnného vápence, který v místech pokreslených mastnou barvou absorbuje tiskařskou barvu, zatímco nepokreslená místa zůstávají hydrofilní a barvu odpuzují.

Jednotlivé barevné vrstvy na animaci vícebarevné litografie Henriho de Toulouse-Lautreca

## Historie
Vynálezcem je právník, dramatik a herec Alois Senefelder, který se narodil v Praze během hostování jeho rodičů v Nosticově divadle. Školy absolvoval v Mnichově a Ingolstadtu a většinu života strávil v Bavorsku. Po náhodném objevu, že vápencová deska, kterou užíval k roztírání barev, nasaje a podrží stopu mastné tužky, využil litografii roku 1796 k vytištění notového záznamu mnichovského skladatele Franze Gleißnera. Gleißner ho podpořil finančně a roku 1799 spolu založili společnost Steindruckerey von Aloys Senefelder, Franz Gleißner & Comp. in München, která od bavorského kurfiřta Maximiliana IV. Josepha obdržela na novou metodu tisku „Privilegium exclusivum“ na dobu 15 let. Od Senefeldera metodu odkoupila rodina vydavatelů hudebnin André v Offenbachu, s pobočkami v Londýně a Paříži, která zároveň podnítila zájem grafiků o nový druh uměleckého tisku. První alba litografií (pod názvem polyautografie) vyšla roku 1802 v Mnichově, 1803 v Londýně a 1804 v Mnichově. Senefelder během příštích let propracoval techniku litografie pro praktické průmyslové využití, včetně sestrojení tiskařského lisu (1789).
Senefelder si nechal svou metodu patentovat po celé Evropě. Roku 1809 byl jmenován ředitelem Litografického institutu (Lithographische Institut des Grundsteuerkatasters, státní kamenotiskárna map) v Mnichově a založil kamenotiskárny v Berlíně, Paříži, Londýně a Vídni. Experimentováním s metodou litografie se zabýval celý život a zavedl postupně všechny dodnes používané postupy – rytinu do kamene, 1789, autografii a křídovou techniku, 1799, vícebarevný tisk, 1826. Roku 1818 vydal v Mnichově svou příručku Vollständiges Lehrbuch der Steindruckerei, která pak byla přeložena do angličtiny (A Complete Course of Lithography, 1819) a francouzštiny (L'art de la lithographie, 1819, Paříž) a tiskla se až do roku 1977.
Senefelder je obecně uváděn jako objevitel litografie, ale metody leptání kamene pro tisk z výšky byly známy už od roku 1530 díky Michaelu Gerechtovi z Klosterneuburgu. Nezávisle na Senefelderovi používali metodu litografie roku 1800 také grafici Franz Anton Niedermayer (Regensburg) a Wilhelm Reuter (Berlín).
Litografie byla asi pětkrát levnější než do té doby užívaný mědiryt a navíc umožňovala téměř neomezený počet tisků, protože kámen se během tisku neopotřebuje. Zpočátku byla převážně metodou průmyslové reprodukce hudebnin, map, plakátů, časopiseckých ilustrací a obrazových příloh knih. Tiskové formy se zhotovovaly ručně. Později, po objevení fotografie a světlocitlivých vrstev vhodných ke kopírování, vznikla fotolitografie. Ta umožnila vyrábět formy racionálněji fotomechanickou cestou. Tisk z kamene byl pomalý, manipulace s těžkými kamennými bloky byla namáhavá, pokus dát kamenům válcovou formu neuspěl, a proto kamenotisk postupně vymizel a byl nahrazen produktivnější technikou ofsetu.
Také v umění byla litografie zpočátku reprodukční technikou. Roku 1808 Senefelder vydal kresby Albrechta Dürera, které do litografie převedl mnichovský malíř Johann Nepomuk Strixner. Později vytiskl kresby Lucase Cranacha a roku 1815 celkem 432 kreseb starých mistrů. Jako samostatný obor volné grafické tvorby se litografie prosadila po roce 1815, zprvu ve Francii (Dominique Ingres, L’Odalisque (1825), Théodore Géricault, Eugène Delacroix). Renesance litografie nastala v období secese a na počátku 20. století, zejména v souvislosti s rozvojem tvorby barevného plakátu (Henri de Toulouse-Lautrec, Alfons Mucha). Litografií se ve 20. století zabývala celá řada významných malířů, počínaje impresionisty až po Picassa, Chagalla, Miró, Hartunga nebo Rauschenberga.

## Litografie v Česku
V Čechách byli propagátory litografie Antonín Machek (1775–1844) a Josef Quaisser (1776–1845).
Z českých grafiků se litografii soustavně věnuje např. Vladimír Suchánek, Adolf Born, Oldřich Kulhánek, Jiří Bouda, Michael Rittstein a další.

## Postup

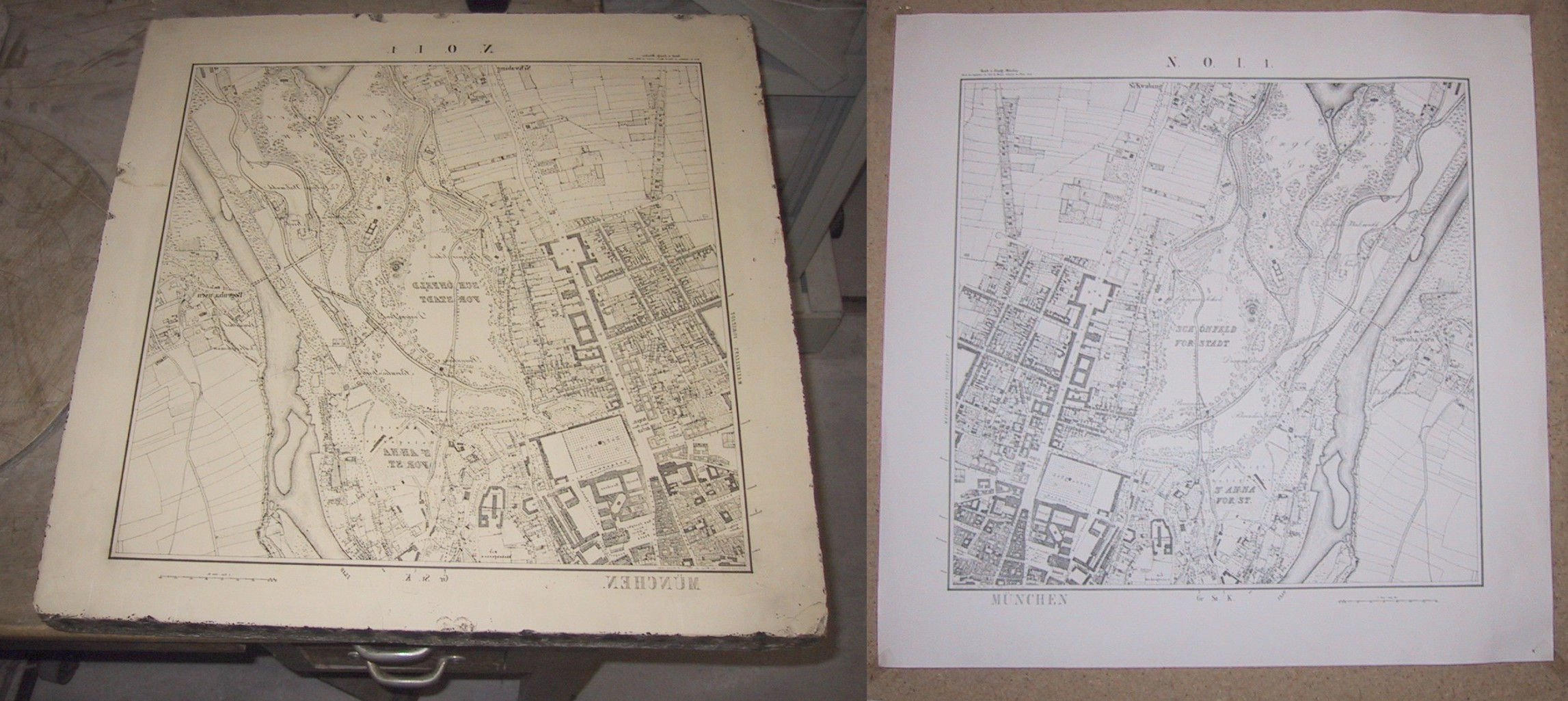
Negativ litografické desky a hotový výtisk

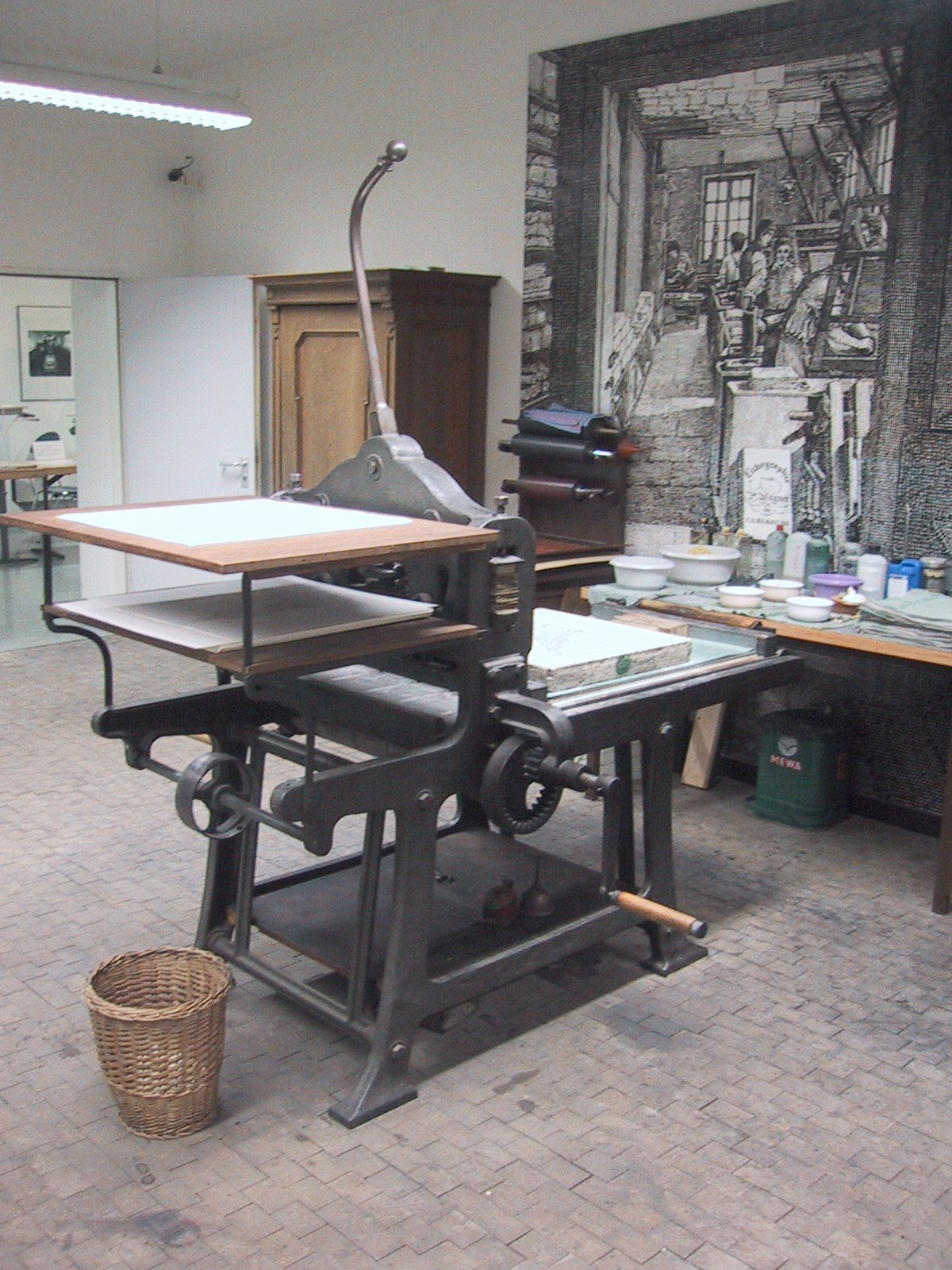
Litografický stroj

Jako litografický kámen se užívá jemnozrnný a porézní vápenec třetihorního původu. Desky jsou silné 5–15 cm, aby vydržely tlak lisu a mohou být slepeny ze dvou druhů kamene. Strojové desky velkých formátů byly velmi těžké (např. u formátu 80 × 120 vážily přes 150 kg). Litografické kameny se liší zabarvením od měkčích, světle žlutých, až po tvrdé zbarvené šedavě. Kvalitní vápence se těží v Porýní (Solnhofen), Sasku (Maxen), Francii (Verdun, Les Euzes u Dijonu), Švýcarsku (Solothurn), v Chorvatsku, Anglii a Nové Kaledonii. Před užitím je třeba desku za mokra dokonale vybrousit pomocí různě hrubého křemenného nebo karborundového písku a nakonec vyhladit pemzou. Pro kresbu litografickou křídou se ponechává povrch mírně ozrněný a nevyhlazuje se. Omytý kámen se nechá ve svislé poloze vyschnout.
Kresbu je možno načrtnout na kámen měkkým uhlem nebo překopírovat přes papír natřený na spodní straně nemastným pigmentem, např. rudkou. Samotná kresba se provádí mastnou litografickou tuší perem, štětcem, tamponem, případně stříkáním, autografickým inkoustem nebo mastnou litografickou křídou. Hotová kresba se jemně popráší mastkem a přetře roztokem arabské gumy. Potom se zaleptá slabým roztokem kyseliny dusičné v arabské gumě. Tmavší partie kresby je třeba leptat opakovaně. Preparace kamene kyselinou stabilizuje kresbu tím, že rozloží tuk a reakcí s arabskou gumou vytvoří ve vodě nerozpustnou sůl metaarabiňan vápenatý. Na nepokreslených místech reakcí s kyselinou dusičnou vzniká vrstva dusičnanu vápenatého, který je hygroskopický a nepřijímá mastnotu.
Provést opravy a doplnit kresbu je v této fázi možno pouze po obnovení původních vlastností povrchu kamene. To lze provést roztokem kyseliny octové, citronové nebo kamence (síranu hlinitodraselného). Po opravě je nutno kámen znovu preparovat arabskou gumou s kyselinou dusičnou.
Po naleptání se kámen omyje vodou, přetře arabskou gumou a ponechá do následujícího dne. Kresba se pak vymyje mastným ředidlem (terpentýn, syntetické ředidlo) až téměř zmizí, ale kámen v místě kresby zůstane mastný a po navlhčení odpuzuje vodu. Do kamene se poté vetře asfaltová tinktura připravená z asfaltu rozpuštěného v terpentýnu. Po setření zbytku tinktury se kámen navlhčí a navalí opakovaně suchou tiskovou barvou. Po usušení se kresba zatře práškovou kalafunou a může se mírně zatavit horkým vzduchem. Pak se kámen podruhé zaleptá. Před tiskem se barva s kalafunou odstraní syntetickým ředidlem, kámen se navlhčí a naválí tiskovou barvou.
Tiskne se v litografickém lisu, který má místo horního válce tříč, ovládaný pákou. Ta zajišťuje, že tlak vzniká na přední straně kamene a uvolní se před projetím kamene na jeho zadní straně. Během tisku je třeba před navalením barvy stále kámen vlhčit, aby nepřijal barvu v místech, která ji mají odpuzovat.

## Litografické techniky

### Pérová litografie
Pro jemnější kresbu se hodí středně tvrdý litografický kámen. Aby dobře přijímal mastnou litografickou tuš, je vhodné ho přetřít terpentýnovým olejem a vystavit účinku zředěné kyseliny octové. Kreslí se perem nebo štětcem a půltóny lze vytvořit tečkováním nebo u větších formátů i stříkáním přes drátěnou síťku pomocí kartáčku. Bílé plochy se vykrývají šablonou nebo roztokem arabské gumy. Při stříkání barvy nebo nanášení speciální barvy pomocí tampónu a postupném vykrývání lze vytvořit půltóny podobné akvatintě.

### Litografická rezerváž
Negativní bílá kresba na černém pozadí se vytvoří roztokem arabské gumy, okyseleným kyselinou dusičnou nebo fosforečnou, přibarveným sazemi. Poté se nechá kámen proschnout a potře litografickou tuší. Po vtáhnutí barvy do povrchu se kámen napráší mastkem a guma se smyje vodou.

### Křídová litografie
Používá se ozrněný kámen, který se předem přetře terpentýnovým olejem, aby dobře přijímal barvu. Kresba se provádí mastnou litografickou křídou. Široké škály valérů se dosahuje užitím kříd o různé tvrdosti – měkkých pro tmavé tóny a tvrdších pro světlé a vzdušné partie. Příliš tmavá místa lze zesvětlit vypichováním rycí jehlou nebo proškrabáváním. Nejlehčí průhledné tóny se vytvoří tzv. těrkovací technikou, při které se papírovou těrkou roztírá po kameni jemný prášek naškrábaný z litografické křídy.

### Lavírovaná litografie
Kámen se předem upraví za tepla emulzí připravenou z včelího vosku a krystalické sody ve vodě. Lavírovaná kresba se provádí štětcem a litografickou tuší ředěnou destilovanou vodou. V anglické literatuře byla metoda označovaná jako lithotint publikována roku 1841.
Druhou možností, při které není potřebné kámen předem upravovat, je lavírování pomocí mýdlové vody, do které se namáčí štětec s litografickou tuší.

### Škrábaná litografie
Technika je založena na proškrabávání kresby z tmavé plochy a dává podobný výsledek jako mezzotinta. Kámen se předem ozrní a přetře terpentýnovým olejem. Okraje se vykryjí arabskou gumou a pak se plocha pokryje asfaltovým krytem nebo litografickou tuší rozmíchanou v terpentýnovém oleji. Při druhém postupu je vhodné zaprášit kryt kalafunou a nahřát letovací lampou. Kresba se vytváří škrabkou, kterou se odstraní kryt včetně zrna z povrchu kamene. Větší plochy lze obnažit smirkovým papírem nebo ocelovým kartáčem. Výsledkem je bílá negativní kresba na tmavém pozadí.

### Přetisk (autografie)
Autografie využívá možnost vytvořit kresbu předem na papíře v ateliéru a přenést ji na kámen dodatečně. Poskytuje výhodu provést kresbu přímo, bez nutnosti zrcadlového převracení. Možnost přetisku objevil již Alois Senefelder a sám ji považoval za nejdůležitější metodu. Na litografický kámen lze rovněž přímo přetisknout kresbu ze zinkového štočku.
Kresba mastnou litografickou křídou, tuší nebo autografickým inkoustem se provede na pauzovací papír, na papír napuštěný škrobem nebo na papír natřený temperovou bělobou. Preparace autografického papíru zaručuje, že kresba ulpí pouze na jeho povrchu a pak se bez větších ztrát přenese na litografický kámen. Papír se na rubové straně navlhčí a položí kresbou dolů na mírně nahřátý litografický kámen, překryje vlhkými a suchými vrstvami papíru a protáhne litografickým lisem. Kámen se pak otře řídkým roztokem arabské gumy a ponechá do dalšího dne. Pak se tiskne obvyklým způsobem.
Tzv. anastatický přetisk se používá pro tisk starších grafických listů, ke kterým se nezachovala tisková matrice. Grafika se předem preparuje v roztoku zředěné kyseliny solné, dusičné a arabské gumy, aby se oživila mastnota kresby. Ta se pak zatře přetiskovou barvou, která ulpí na kresbě a autografií přenese na litografický kámen.

### Fotolitografie
Reprodukční technika, která využívá přenos obrazu na litografický kámen fotochemickým procesem jako v případě heliogravury. První experimenty s fotolitografií provedli v letech 1841–1842 Davis, Lewis a Zurcher. „Grafický proces“ si dal patentovat roku 1855 Poitevin v Paříži. Princip, který objevil Joseph Nicéphore Niépce roku 1812, využívá známé vlastnosti syrského asfaltu, který osvětlením ztrácí rozpustnost v terpentýnovém oleji. Suchý a předem ozrněný litografický kámen se pokryje asfaltovou vrstvou, na kterou se exponuje převrácený fotografický negativ expozicí na slunečním světle nebo silnou lampou. Asfalt na neosvětlených místech se odstraní terpentýnovým olejem a kámen se zaleptá kyselinou dusičnou v roztoku arabské gumy.
Stejným způsobem lze použít proces známý ze světlotisku, s fotocitlivou vrstvou bílku s dvojchromanem sodným. Po expozici negativu se vrstva naválí přetiskovou barvou a usuší. Neexponovaná místa se rozpustí teplou vodou se čpavkem, kámen se opláchne a potře roztokem arabské gumy. Poté se ponechá do dalšího dne, aby se barva natáhla do kamene. Pak se obvyklým způsobem zaleptá a tiskne.

### Litografie z kovových desek
Místo litografického kamene lze k tisku z plochy využít také levnější a snáze dostupné hliníkové nebo zinkové desky. Jsou mnohem lehčí než kámen a snáze se s nimi manipuluje, což umožňuje výtvarníkovi tisknout litografie ve vlastním ateliéru. Podrobně viz hesla Algrafie, Zinkografie. Planografický tisk z kovových matric vedl k vynálezu ofsetu.

### Barevná litografie
Barevná litografie až zhruba do roku 1930 sloužila jako hlavní technika pro průmyslový tisk kvalitních barevných ilustrací a reprodukcí. Zavedl ji roku 1826 objevitel litografie Alois Senefelder a v roce 1837 si ji pod názvem chromolitografie nechal patentovat Francouz Godefroy Engelmann (pro tisk barevných fotografií se vžil termín fotochrom). Používá se při ní soutisku barev z více desek. Již od počátku bylo známo, že k vytvoření všech barevných tónů postačí soutisk tří základních barev (azurová, purpurová a žlutá + černá), ale v praxi se dávala přednost tisknout přímé barvy a každý odstín zvlášť. K výslednému soutisku mohlo být užito někdy až 25 kamenů nebo kovových desek.
Pro volnou grafiku se používá rovněž několika kamenů, na které se nejprve překopírují kontury kresby. Jednotlivé barvy se kreslí přímo na kámen nebo se přenášejí za pomoci autografických papírů. Po obvyklé preparaci kamene se tiskne jako první nejtmavší barva. Před každým dalším tiskem se musí papíry nechat oschnout. K přesnému soutisku slouží znaménka v protilehlých rozích papíru, pasování pomocí jehel na dva body v kresbě nebo nakládací křížky na okraji papíru, které se nakonec odstřihnou.
Pro výtvarníka, který vytváří barevnou litografii přímo na kameni v litografické dílně je praktičtější použít jediný kámen, kterým se vytiskne nejprve celý náklad kresby základní barvou. Kámen se pak znovu obrousí a preparuje pro kresbu další barvou. Takto se postupně vytisknou všechny barvy.

### Šerosvitová litografie
Je vzhledem blízká šerosvitovému dřevořezu. Provádí se stejně jako barevná litografie soutiskem několika odstínů téže barvy z více kamenů. Podtisk světel se provádí metodou škrábané litografie, další kameny tisknou lavírovanou kresbu a nakonec se provádí samotná kresba perem či štětcem. Obvykle je třeba až šest kamenů a tiskne se od nejsvětlejších tónů.
Je-li třeba doplnit kresbu pouze podtiskem ve světlejším tónu, přenese se obrys obvodu kresby na jiný kámen a ten se pak stejnoměrně zatře litografickou tuší. Po preparaci kamene se povrch naválí černou barvou, vymyje terpentýnem a pak se teprve natře tiskovou barvou smíchanou s mísicí bělobou. Podtisková plocha bez preparace kamene se připraví také pokrytím povrchu tenkou vrstvou lihového nebo acetonového laku, na kterou lze rovnou naválet tiskovou barvu.

### Bezvodá litografie
Proces adaptovaný z průmyslových provozů, který jako matrici používá ofsetové desky. Odpuzování mastnoty a vody v mokrém procesu nahrazuje vzájemným odpuzováním barvy a silikonu. Pokreslená deska se pokryje silikonovým tmelem rozpuštěným v syntetickém ředidle a fixuje zahřátím horkovzdušnou pistolí.

### Litografická rytina
Grafická technika kombinující tisk z plochy a z hloubky. Podrobněji viz heslo Litografická rytina.

### Litografický lept
Grafická technika tisku z hloubky využívající jako matrici litografický kámen. Postup je stejný jako u litografické rytiny, ale místo krytu z arabské gumy se kámen pokrývá leptacím krytem (asfalt), do kterého se kreslí tupou jehlou. Kámen se leptá zředěnou kyselinou solnou nebo dusičnou najednou nebo lokálně hustším roztokem kyseliny v arabské gumě. Poté se kámen omyje vodou, oxidy odstraní roztokem kamence s kyselinou octovou, opláchne vodou a usuší. Vyleptané linie se zamastí tinkturou a litografickou tuší v terpentýnu. Po několika hodinách se kryt smyje terpentýnem a po navlhčení se na kámen nanese tisková barva tamponem. Tiskne se z hloubky jako lept.

## Ukázky litografie 19. a 20. století

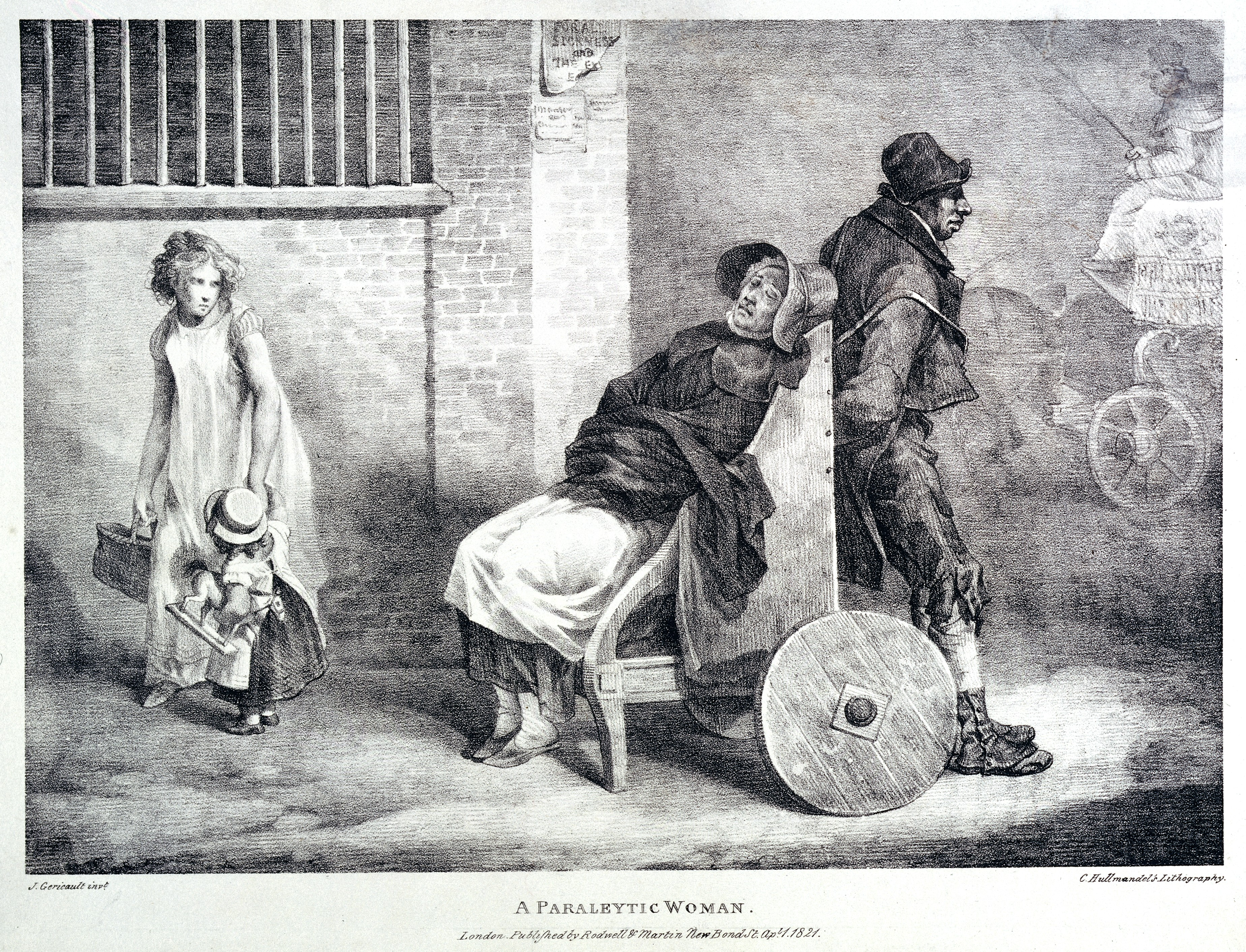
Théodore Géricault, 1821
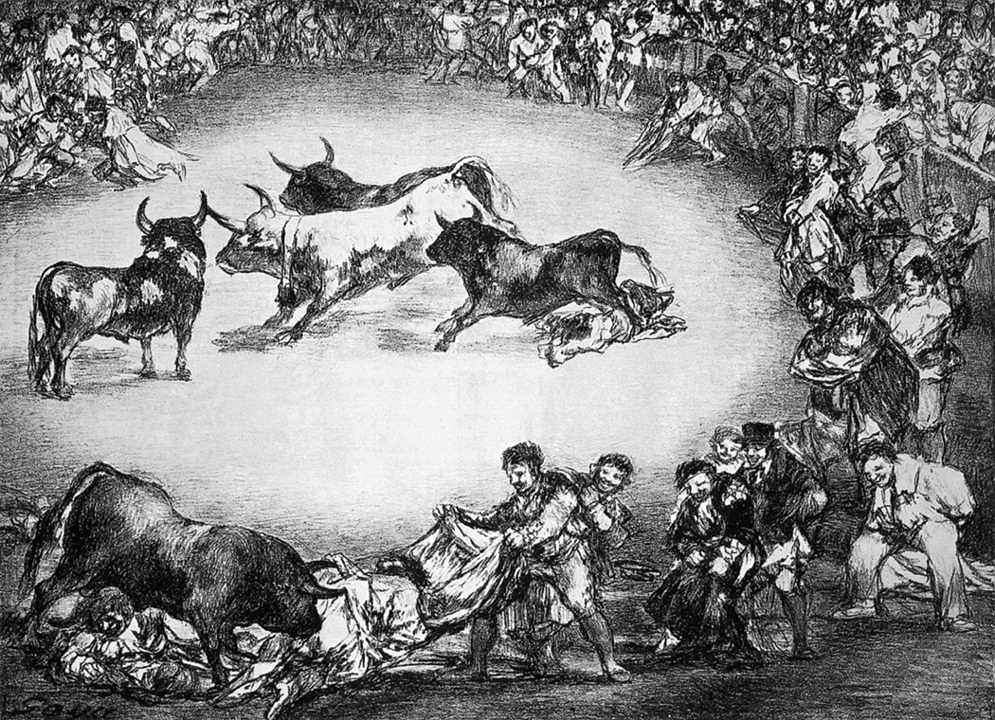
Francisco Goya, 1825
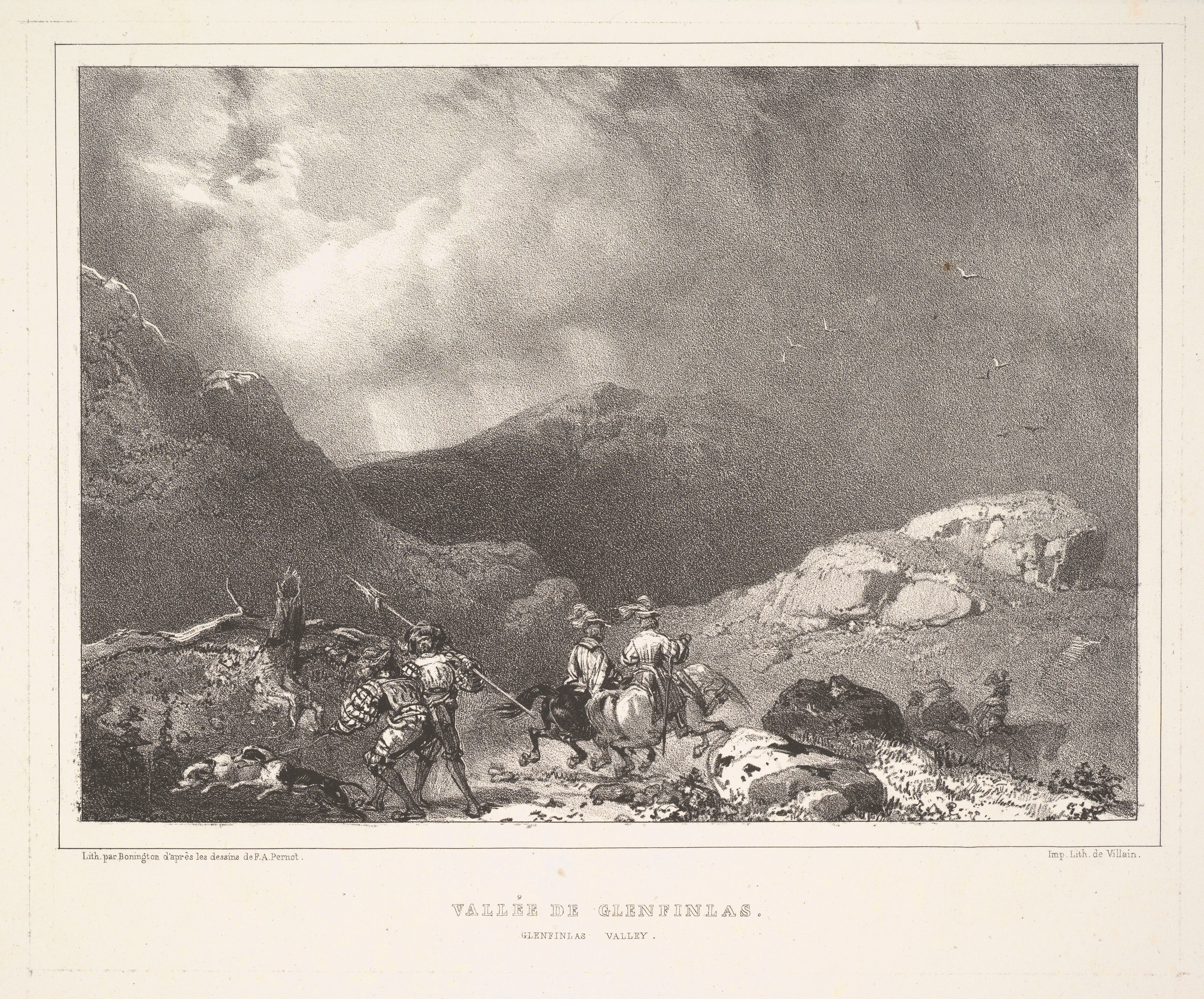
Richard Parkes Bonington, 1826
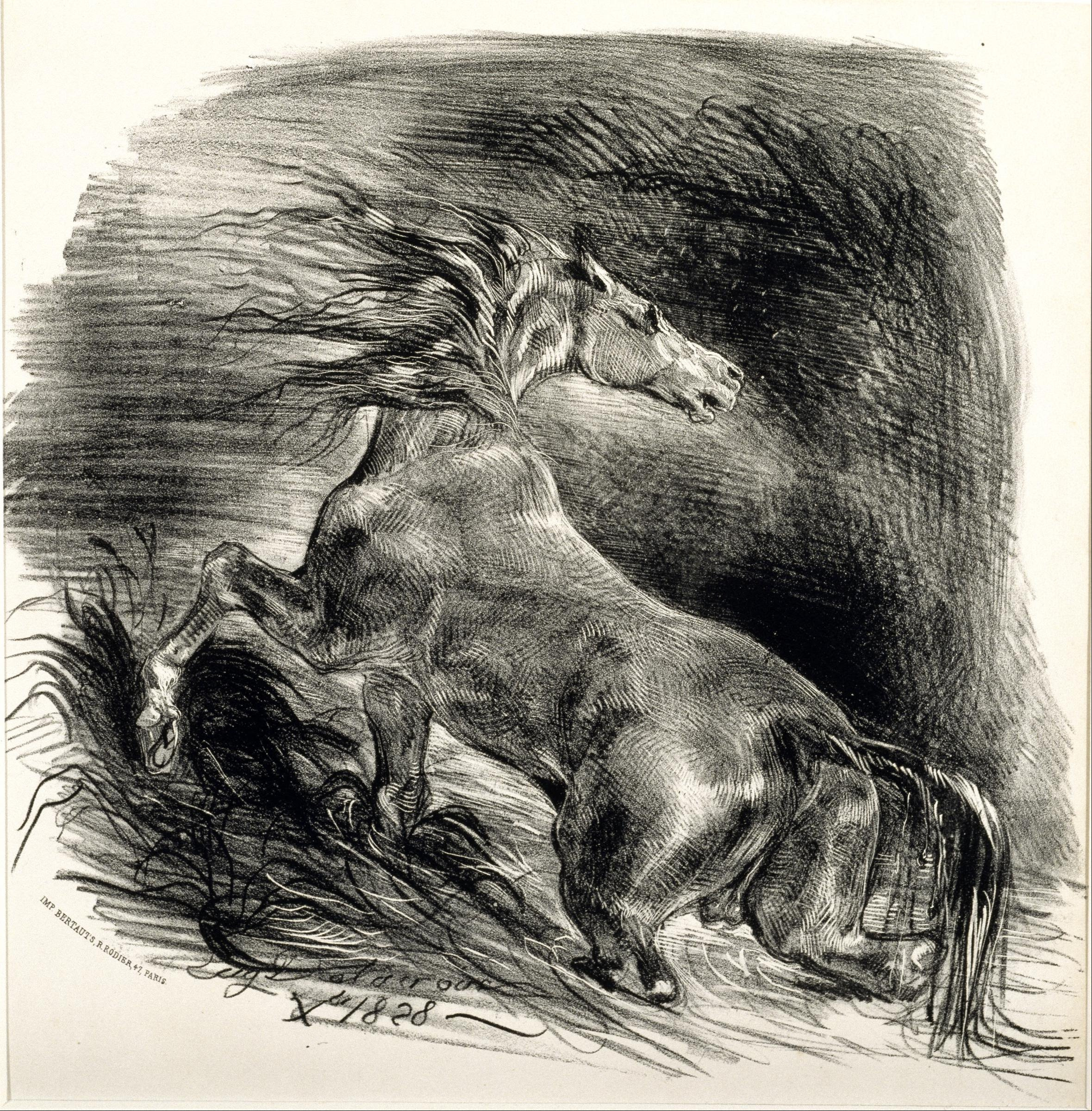
Eugène Delacroix, 1828 – Google Art Project
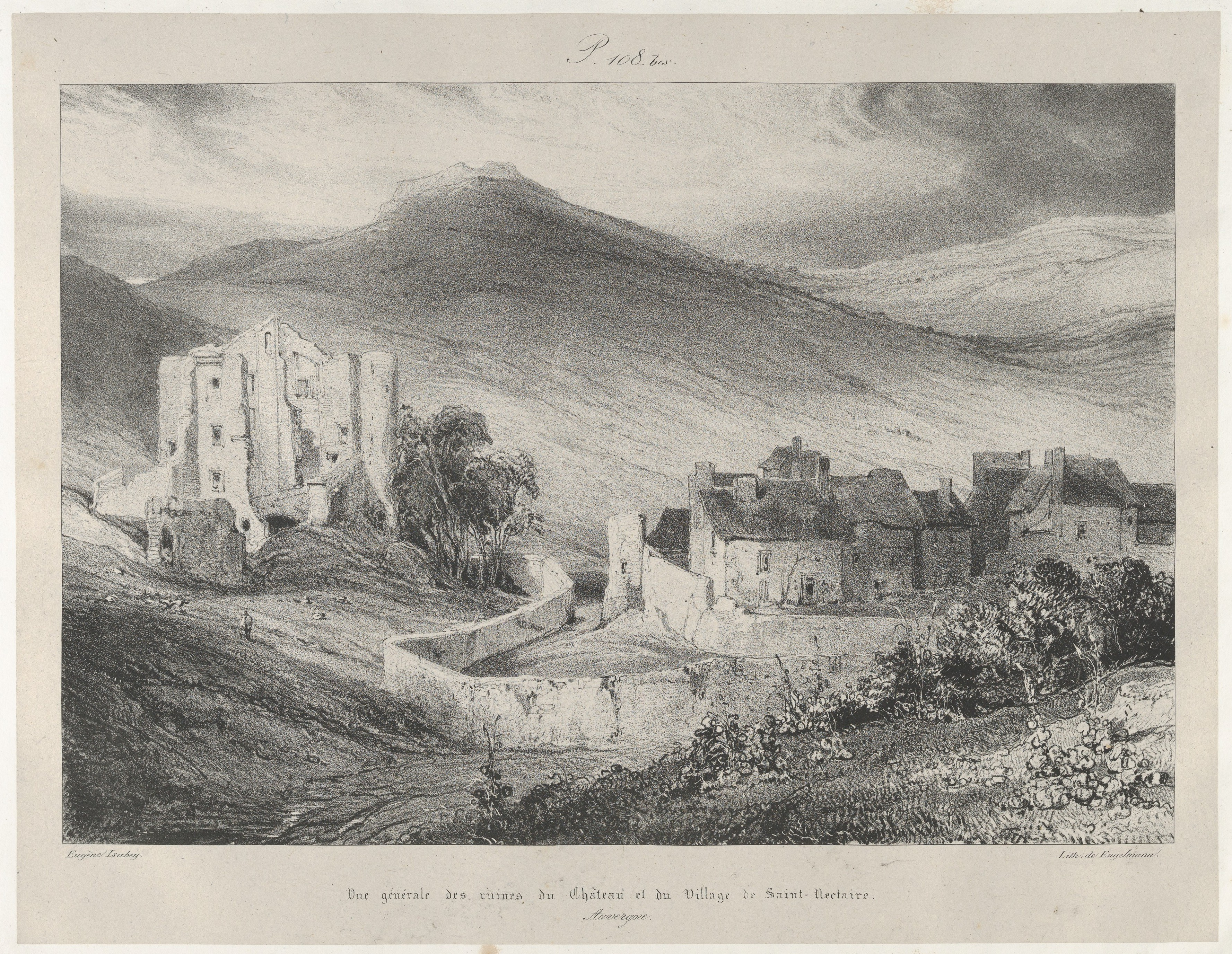
Eugéne Isabey, 1831
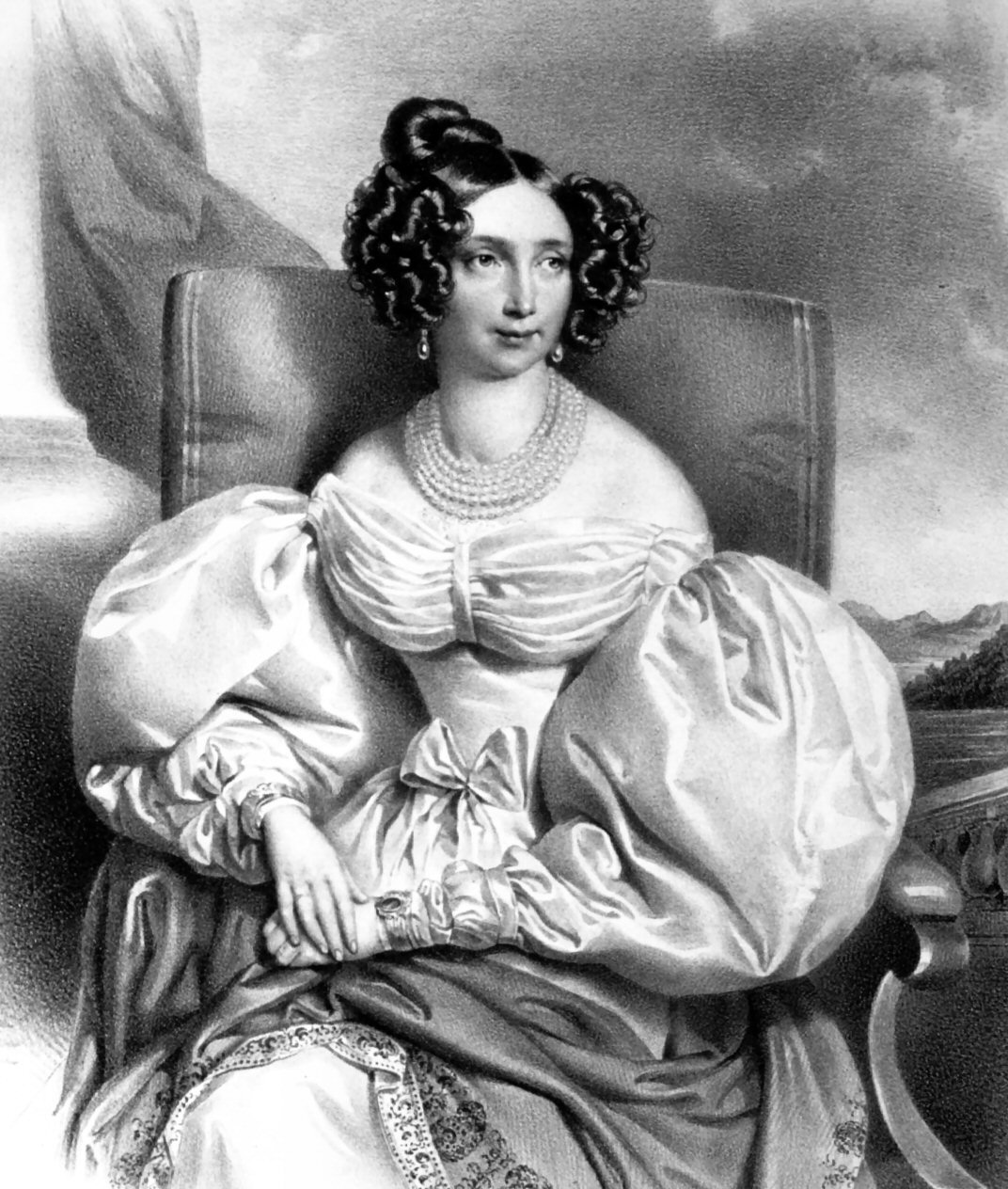
Joseph Kriehuber, 1836
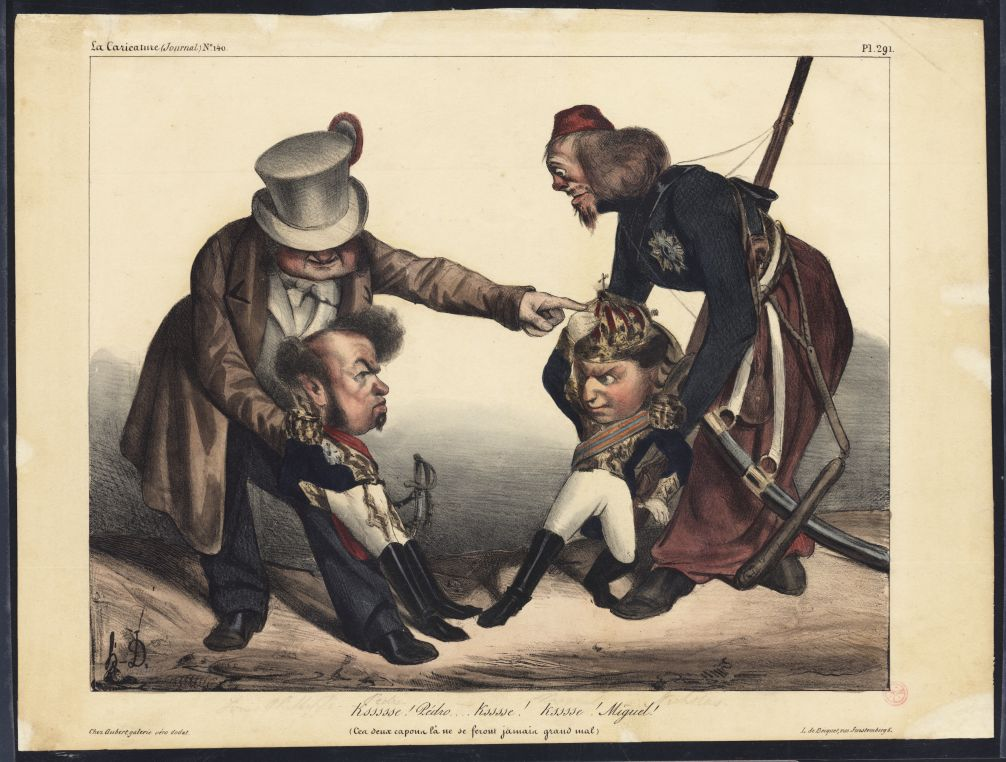
Honoré Daumier, 1833 (ručně kolorovaná litografie)
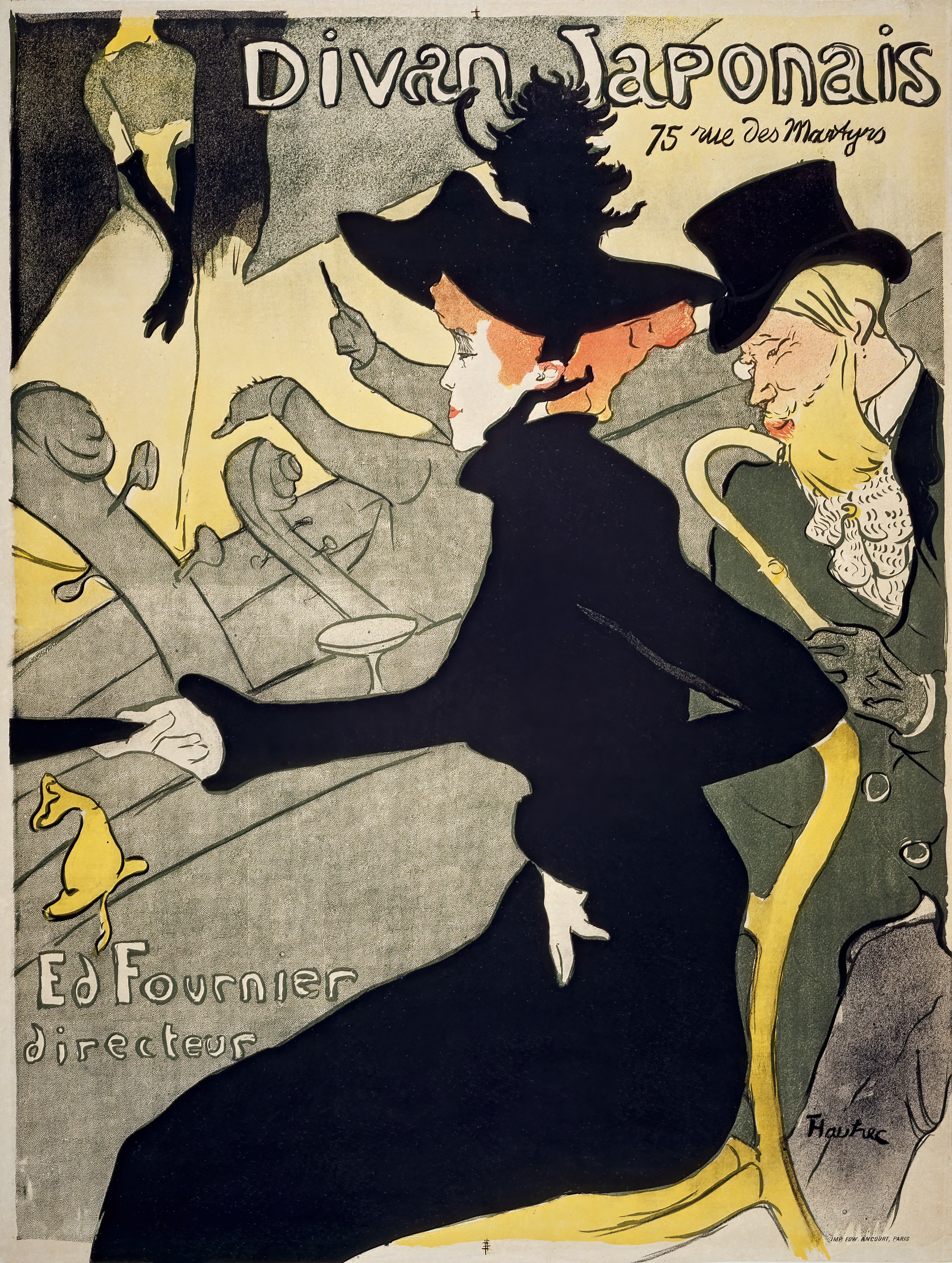
Henri de Toulouse-Lautrec, 1892-3
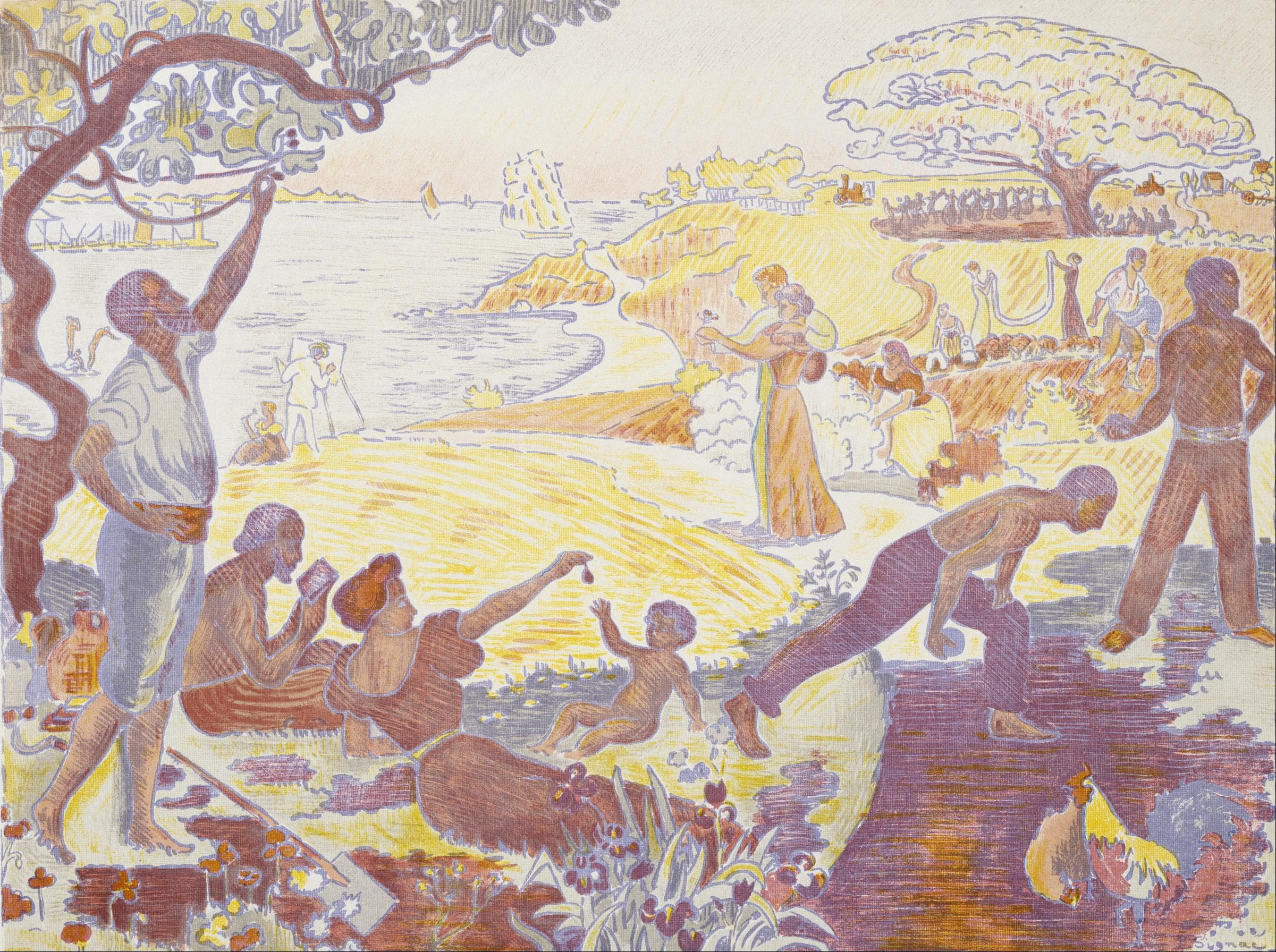
Paul Signac, 1895, barevná litografie – Google Art Project
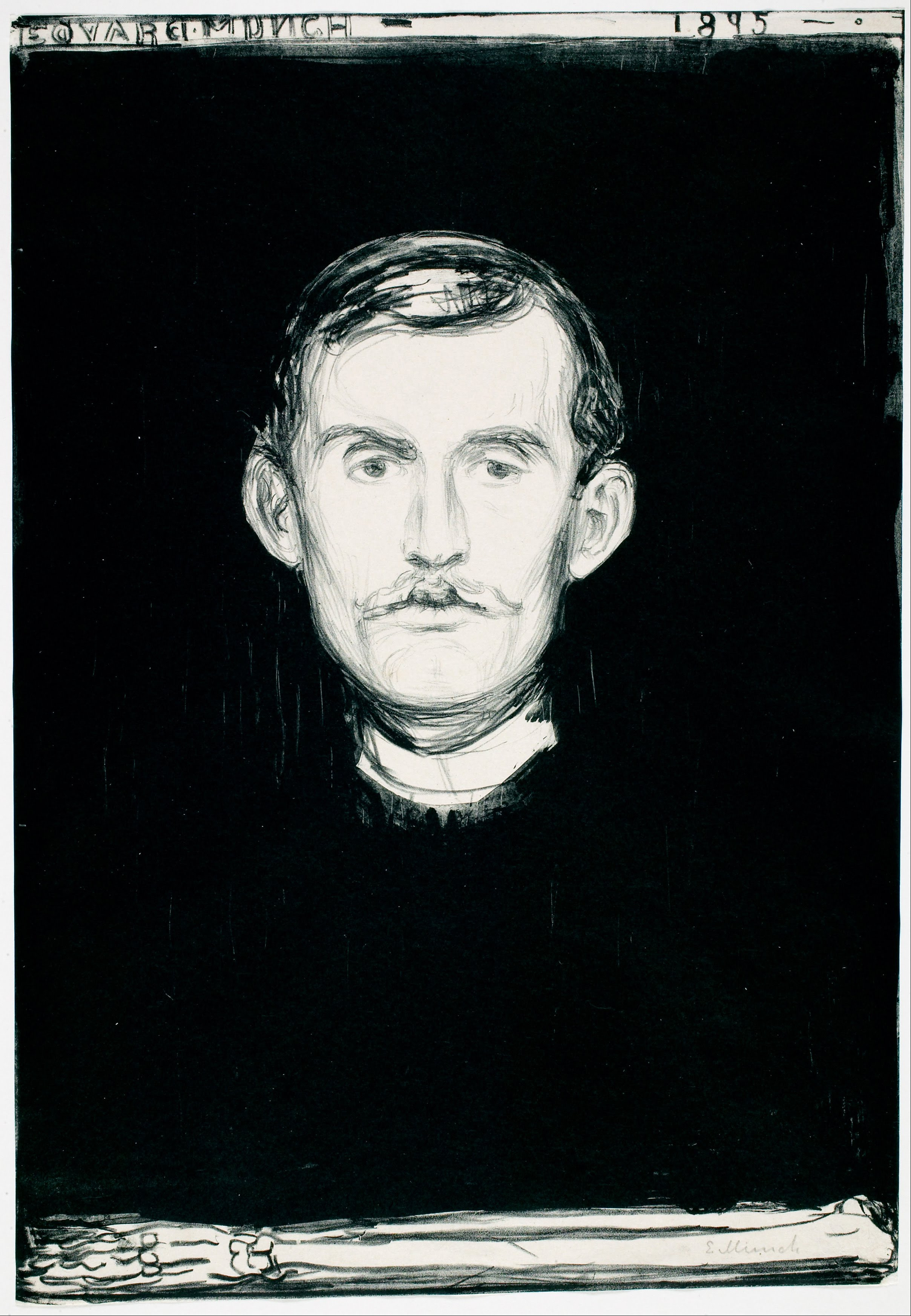
Edvard Munch, 1895 – Google Art Project
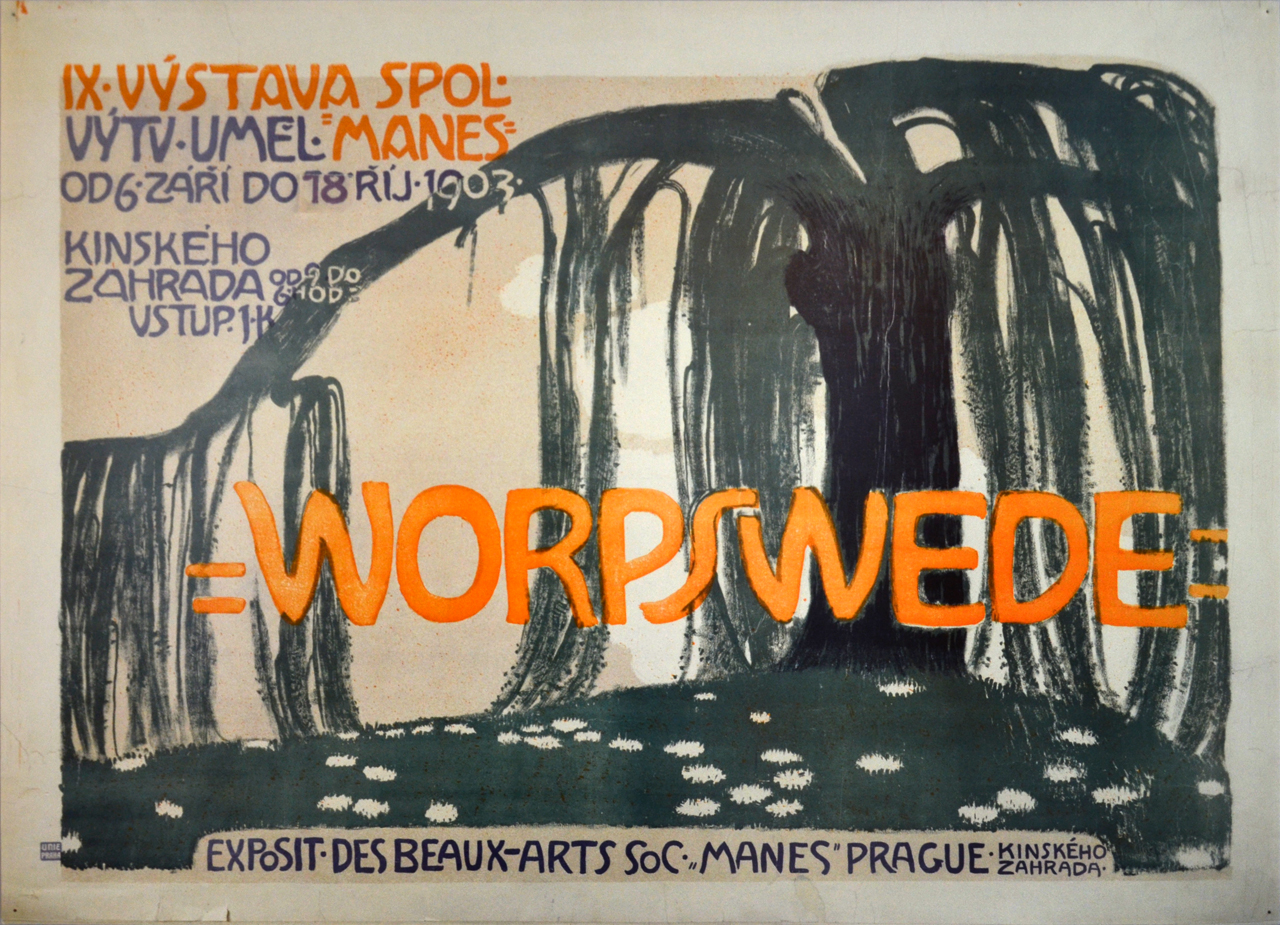
Plakát Jana Preislera k výstavě Worpswede, 1903
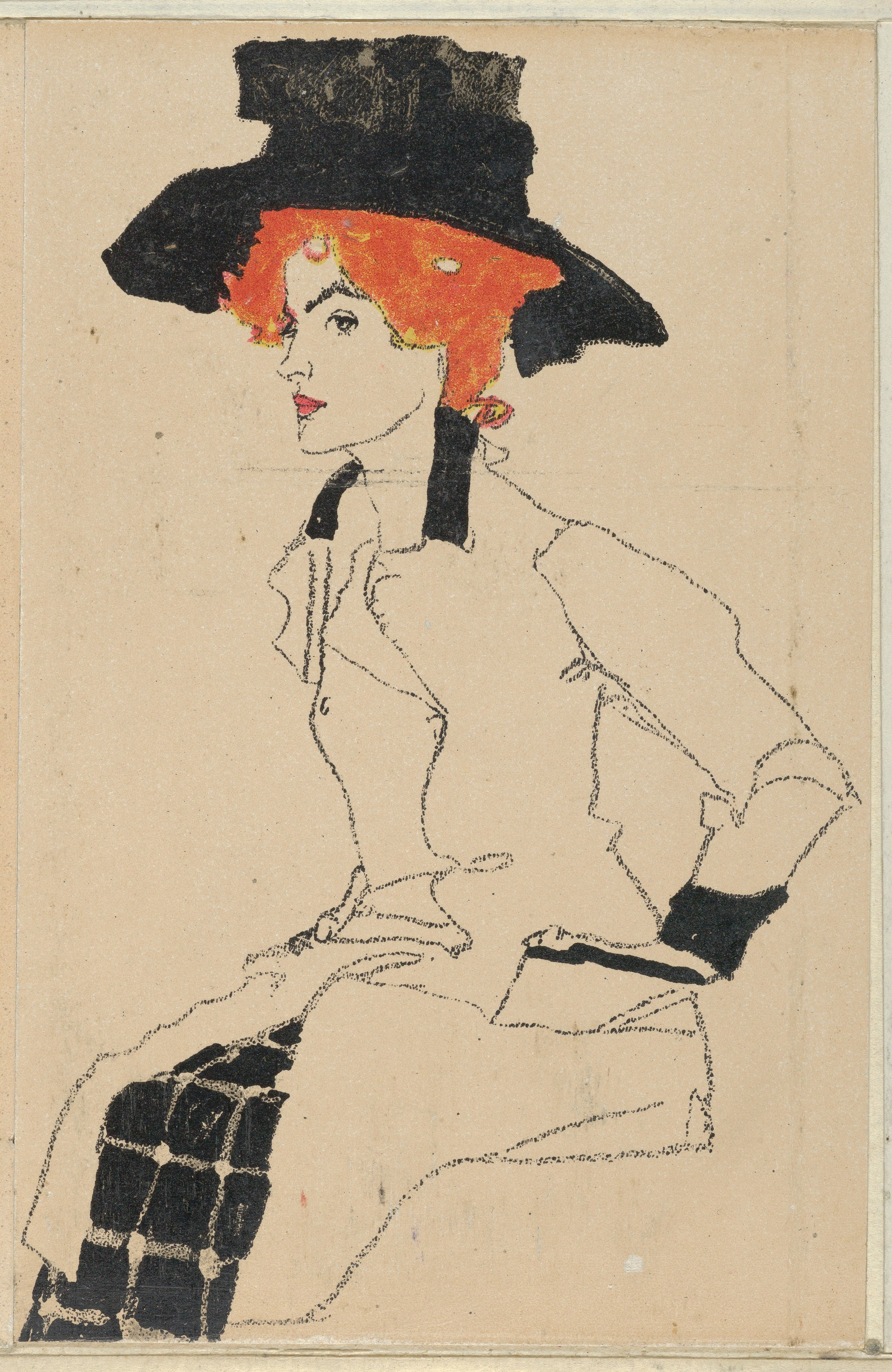
Egon Schiele, 1910
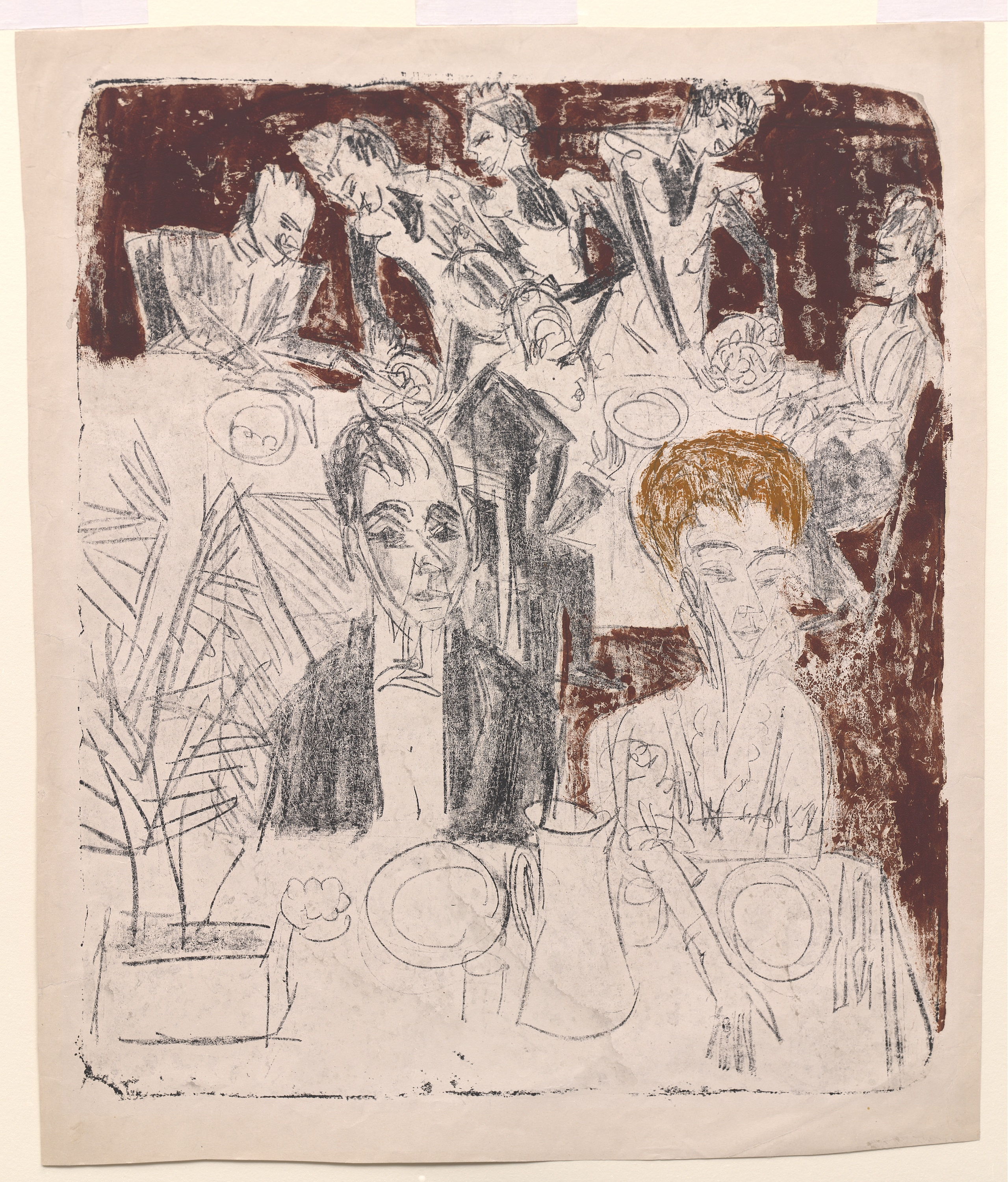
Ernst Ludwig Kirchner, 1916
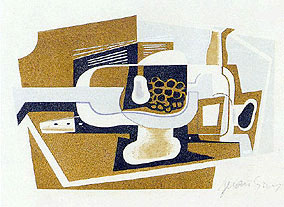
Juan Gris, 1919–22
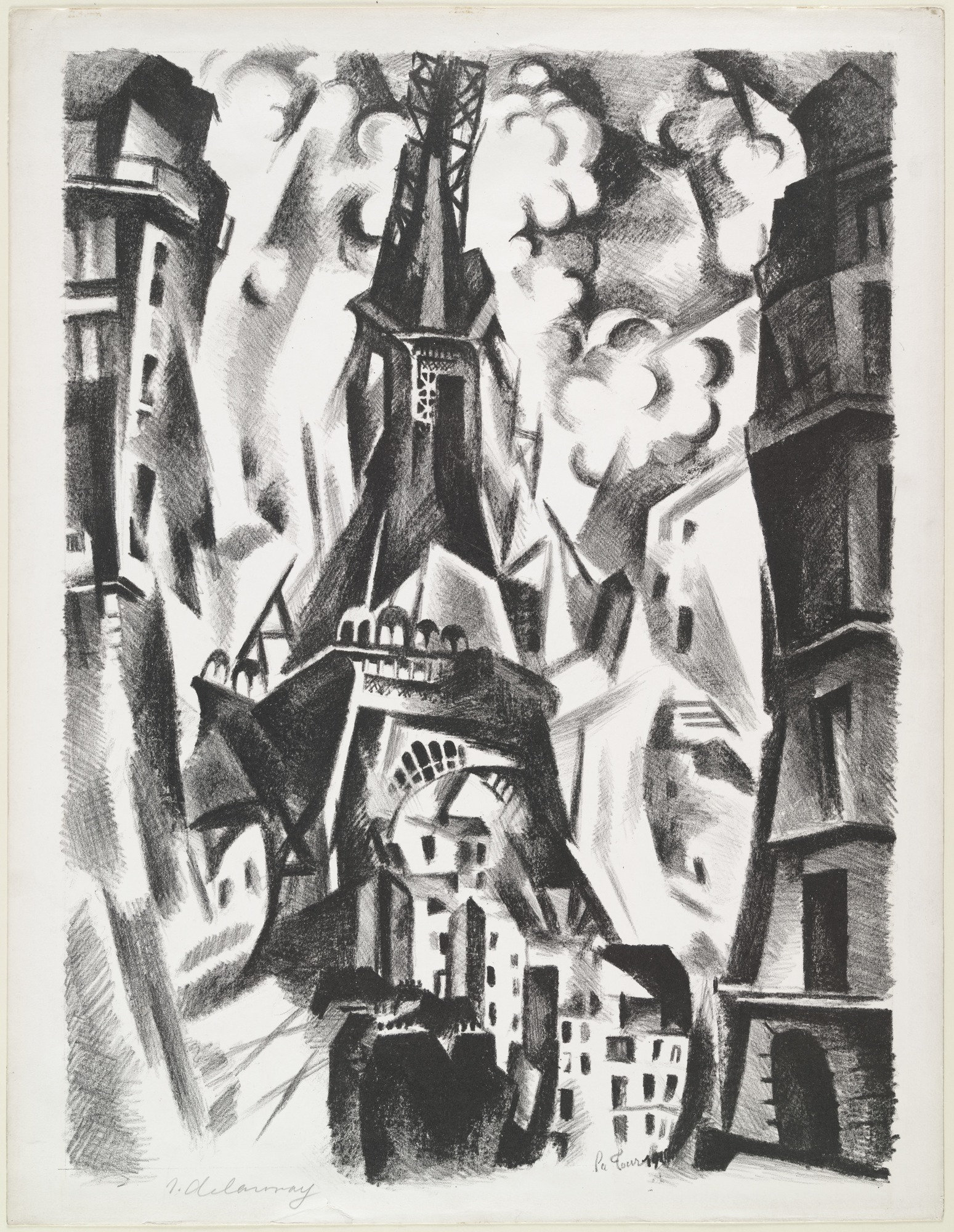
Robert Delaunay, 1925

## Někteří známí umělci tvořící technikou litografie (výběr)
- Ernst Barlach
- Georges Braque
- Marc Chagall
- Jules Chéret
- Jean Cocteau
- Le Corbusier
- Salvador Dalí
- Honoré Daumier
- Otto Dix
- Jean Dubuffet
- Max Ernst
- Maurits Cornelis Escher
- Franz Hanfstaengl
- Paul Klee
- Käthe Kollwitzová
- Josef Kriehuber
- Marino Marini
- Jonathan Meese
- Joan Miró
- Henry Moore
- Alfons Mucha
- Edvard Munch
- Emil Nolde
- Otto Pankok
- Pablo Picasso
- Johann Gottfried Schadow
- Karl Schmidt-Rottluff
- Henri de Toulouse-Lautrec
- James McNeill Whistler
- Fritz Wotruba
- Heinrich Zille